# نيليوس
نيليوس (Νηλεύς) في الميثولوجيا الإغريقية هو ابن بوزيدون وتيرو وشقيق بيلياس. وكان الولدان قد رميا في العراء من قبل أمهما التي تزوجت بعدها من كريثيوس ملك يولكوس في ثيساليا، وقد تربيا من قبل الرعاة. وبعد موت كريثيوس تقاتل الولدان على حكم يولكوس. في النهاية استطاع بيلياس أن يطرد نيليوس الذي هاجر إلى ميسينيا وأصبح ملك بيلوس وأصبح جد الأسرة الحاكمة المسماة النيلية Neleidae التي يمكن تتبعها إلى بعض العائلات التي حكمت المدن الأيونية في آسيا الصغرى. وحضورهم مفسر في الحكايات بأنهم فروا إلى أتيكا عندما قام الدوريون بغزو البيلوبونيز، ومنها أقاموا مستعمرات في الشاطئ الشرقي لبحر إيجة.
كان نيليوس قد انجب من زوجته خلوريس ابنة أمفيون اثنا عشر ولدا (أشهرهم كان نسطور)، وابنة هي بيرو. ومن خلال المسابقة على يد ابنته ارتبط بعرق الميلامبوديين العرافين الذين أسسوا الطقوس السرية والتكفيرية وحفلات ديونيسوس في أرغوليس. ووفقا لباوسانياس فقد أعاد الألعاب الأولمبية ومات في كورنث حيث دفن في البرزخ.

### أخرى
- تحوي هذه المقالة معلومات مترجمة من الطبعة الحادية عشرة لدائرة المعارف البريطانية لسنة 1911 وهي الآن ضمن الملكية العامة.